# Oetosis zosterifolia
Oetosis zosterifolia là một loài dương xỉ trong họ Polypodiaceae. Loài này được Greene mô tả khoa học đầu tiên năm 1900.
Danh pháp khoa học của loài này chưa được làm sáng tỏ. 